# المطاردة الطويلة (رواية)
رواية المطاردة الطويلة  (بالإنجليزية: The Long Pursuit)‏ هي رواية للكاتب الأسترالي جون كليري. نشرت عام 1967 .
تدور حول فرار مجموعة من الناجين من معركة سنغافورة في الحرب العالمية الثانية.